# Hagamannen
Kurt Niklas Lindgren, född 26 juli 1972 i Sörmjöle, av allmänheten och i media kallad Hagamannen (efter stadsdelen Haga i Umeå) är en dömd svensk våldtäktsman.
1998–2000 polisanmälde 6 kvinnor och en 14-årig flicka att de blivit överfallna och misshandlade när de var i området Haga i Umeå. Tre av dem våldtogs grovt enligt polisen. Sedan följde, såvitt det är känt, ett uppehåll på fem år, innan ytterligare en kvinna överfölls och våldtogs under Tegsbron i centrala Umeå i december 2005. Kvinnan, 51 år gammal, blev svårt misshandlad, bland annat fick hon ena örat avbitet.
Lindgren greps av polisen den 29 mars 2006. Han häktades och den 22 april erkände han att han utfört sex av överfallen. Den 19 juli 2006 dömdes han av Umeå tingsrätt till 14 års fängelse för våldtäkt i ett fall, grov våldtäkt och mordförsök i två fall samt två fall av försök till våldtäkt. Efter överklagan till Hovrätten för Övre Norrland dömdes Lindgren den 2 oktober 2006 återigen till 14 års fängelse. I hovrätten fälldes han även för en våldtäkt på en 15-årig flicka i stadsdelen Ersboda.

## Överfall
Följande lista är inte fullständig:
- Augusti 1998: En 14-årig flicka överfölls bakifrån av en man som drog åt en scarf runt hennes hals. Gärningsmannen blev störd av en förbipasserande person och avbryter våldtäktsförsöket. Han släpper stryptaget runt flickans hals och knuffar ned henne i bäcken innan han själv flyr från platsen.
- Söndag den 9 maj 1999 kl 01:20-01:35: En 26-årig kvinna överfölls när hon var på väg i riktning mot sin bostad, några minuter efter att hon hade skilts från sin syster. Gärningsmannen springer ikapp kvinnan, tar tag i och drar ner henne på marken. Med armen tar han stryptag så att hon tappar luften. Han våldtar henne, och efter övergreppet stöter han bort henne och skriker att hon ska försvinna. 
Signalement: "Cirka 165–170 cm, cirka 30 år. Normal kroppsbyggnad. Kort mellanblont/råttfärgat hår. Mörk ev svart skinnjacka, ljusblå jeans. Bruna moccaboots, trubbiga framtill med ett runt metallspännen bak. Svensk, pratar utan brytning/utpräglad dialekt."
- Lördag den 6 november 1999: Tre överfall inträffade på tre olika adresser på Haga. 
  - Ca. 02:30: På Brånvägen blir en 50-årig kvinna på väg hem överfallen bakifrån efter att ha skilts från sin väninna. Ett bälte eller liknande läggs om kvinnan hals och hon blir neddragen på en gräsyta bredvid trottoaren. Kvinnan skriker och kämpar emot och får flera kraftiga slag mot huvudet av mannen som sliter av kläderna hon har på underkroppen. Efter att ha våldtagit kvinnan följer mannen med till hennes hus, men hon har sinnesnärvaro att ringa på sin grannes dörr, varpå mannen flyr.
  - Ca. 02:50: På Norra Ersmarksgatan är en 23-årig kvinna på väg mot sin bostad när hon möter en man. Mannen höjer sina armar vid mötet, och trycker en scarf eller liknande föremål mot hennes bröst och hals samtidigt som han brottar ner henne på gräsytan vid trottoaren. Kvinnan försvarar sig genom att slå och sparka på mannen samtidigt som hon skriker, och hon lyckas slå sig fri och komma på fötterna innan hon blir nedbrottad igen. Efter att ha slagit sig fri en andra gång springer hon från platsen samtidigt som mannen springer åt det andra hållet i riktning mot centrum.
  - Ca. 03:00-03:05: På Korsgatan är en 18-årig kvinna på väg till sin syster på Lövstigen när hon före korsningen Plangatan - Södra Ersmarksgatan möter en man som går på andra sidan gatan. Precis efter mötet vänder hon sig om och ser då att mannen springer över gatan i riktning mot henne. Mannen sliter av henne handväskan varpå hon skriker "Vad fan håller du på med?" och tar tag i sin väska och sliter tillbaka den. Mannen slår då henne i tinningen på vänster sida varpå hon blir lätt vimmelkantig men lyckas springa från platsen i riktning mot Hissjövägen och Ö K. Kvinnan ser att mannen fortsätter på Korsgatan mot centrum. Under hela promenaden och språngmarschen är mannen den enda person kvinnan ser.
Signalement i samtliga fall: "Man 25–35 år, svensk, ingen utpräglad dialekt, cirka 170 cm, blont – mellanblont hår, alldagligt ansikte, ovalt – kantigt, normal kroppsbyggnad. Svart eller mörkbrun jacka, skinn – fuskpäls eller kraftigt tyg, som går ner en bit på stussen, mudd längst ner som gör jackan bylsig. Mörka byxor, troligen mörka skor, okänd typ."
- Söndag den 19 mars 2000: Två kvinnor blir överfallna.
  - 01:13: En 22-årig kvinna överfalls när hon håller på att låsa upp porten till sitt hus på Brandmannagatan. En man tar tag i henne och vrider henne runt, varpå hon börjar skrika. Mannen slår ett slag som träffar henne i ansiktet, men kvinnan lyckas slita sig loss och ta sig in i trapphuset. Hon fortsätter att skrika och en annan kvinna som bor i huset släpper in henne i sin lägenhet. Mannen försvinner ifrån platsen i östlig riktning.
Signalement: "Cirka 165–170 cm, cirka 25 år, mörk höftlång skinnjacka, mörka byxor. Normal/kraftig kroppsbyggnad, mellanblont kortklippt hår. Såg svensk ut."
  - 01:45-03:12: En 22-årig kvinna överfalls mitt för växthuset på Petrus Laestadius väg som ligger på universitetsområdet. Den promenerande kvinnan möter mannen som också går till fots. Mannen sneddar över gången strax före mötet och överfaller kvinnan och drar in henne mot en container. Kvinnan skriker, men mannen våldtar henne och utsätter henne för kraftigt våld. Nedkyld och svårt medtagen hittas kvinnan av en väktare som larmar polis, men gärningsmannen har avvikit från platsen.
Signalement: "Cirka 25 år, cirka 170 cm, brunt kortklippt hår, mörk skinnjacka, mörka byxor, svensk, vanligt utseende, ingen utpräglad dialekt."
- Fredag den 1 december 2000: En 15-årig flicka blir utsatt för ett brutalt överfall och våldtäkt i Ersboda. Polisen missade att rubricera gärningen som en våldtäkt. Detta rättades till först flera år senare, drygt fem år senare ändrades brottsrubriceringen från våldtäktsförsök till våldtäkt. Misstankarna om detta dåd väcktes så sent som den 13 april 2006, och har alltså fram till dess inte räknats som ett av Hagamannens dåd. När Expressen publicerar en bild på Hagamannen känner kvinnan igen sin förövare och kontaktar polisen. Hagamannen döms i hovrätten för detta dåd.
- Lördag den 10 december 2005: Ett brutalt överfall och våldtäkt på en 51-årig kvinna vid Tegsbron. Kvinnan kämpade för sitt liv och skadades allvarligt. Kvinnan våldtogs och misshandlades så grovt att polisen betecknade det som försök till mord. Gärningsmannen bet av kvinnans öra, men det kunde sedermera sys fast på Norrlands universitetssjukhus. På kvinnans öra lyckas polisen hitta en liten mängd dna som tillhör gärningsmannen.
- 13-15 december 2005: Två kvinnoöverfall. En av kvinnorna överfölls på gamla Tegsbron och en vid Mimerskolan. Det är inte klart om det handlar om Hagamannen i dessa överfall.

Således attribueras åtta överfall, fyra våldtäkter och två mordförsök till "Hagamannen".

## Polisens arbete
- Polisen fick in ett tips från en kvinna år 2000 att en pappa till ett nyfött barn på Norrlands universitetssjukhus var lik den fantombild som fanns på gärningsmannen. Enligt kvinnan avfärdades tipset eftersom polismannen som tog emot tipset inte ansåg att det var sannolikt att pappan till ett nyfött barn skulle begå dessa gärningar samtidigt som hans hustru låg inne med ett nyfött barn. Samtidigt som kvinnan vistades på BB med det nyfödda barnet, var en av 33-åringens släktingar inne på universitetssjukhuset och samma natt (den 19 mars 2000) skedde ett överfall på universitetsområdet som ligger intill universitetssjukhuset.[6]
- Före gripandet ägnade sig polisen åt att kartlägga den misstänkte 33-åringens liv. Man tog reda på så mycket man kunde om honom innan man tog in honom för förhör. Polisen har tagit reda på att 33-åringen tillbringat mycket tid ensam i det 70 m² stora garage som han byggt intill hemmet i Nyland i Umeå kommun. Två misstänkta gärningsmän som tidigare förekommit i utredningen men som senare avfärdats berättade att polisen i deras fall kartlagt deras förehavanden under så lång tid som en vecka, vilket uppfattades som "oerhört kränkande".[7]

### Gärningsmannaprofil
En gärningsmannaprofil har inte offentliggjorts i detalj av kriminalpolisen. Endast huvuddragen om den tänkte gärningsmannen, utifrån brottens karaktär och förövarens beteende, har under spaningstiden tillkännagivits för allmänheten genom media. Gärningsmannaprofilgruppen vid Rikspolisstyrelsen har sedan våldtäktsbrotten i Umeå började stött Umeåpolisen med uppgifter om den tänkte gärningsmannens inre och yttre personliga egenskaper.

### Signalement
Den misstänkte gärningsmannen är under medellängd (166 cm) och har små fötter. Polisen försökte få tillgång till försvarsmaktens uppgifter på alla män som gjort militärtjänst i Umeå som var under medellängd, men försvarsmakten vägrade släppa uppgifterna. Den misstänkte gärningsmannen har enligt uppgift gjort militärtjänst i området. Han vägrade lämna DNA-prov i samband med tidigare förhör men tvingades sedermera göra detta.

### Misstanke och anhållande
Den 29 mars 2006 klockan 12 greps en 33-årig man i närheten av sin arbetsplats på Haga som misstänktes för att vara ”Hagamannen”. Gripandet och anhållandet grundas framför allt på DNA-analyser från biologiska fynd efter mannen på och i kvinnorna och flickan. Efter att ha gått ut med en fantombild fick polisen ett tips från allmänheten, vilket ledde till att polisen med tvång genomförde provtagning på den nu anhållne. En timme efter gripandet anhölls han i Umeå då testet visat positiv DNA-träff.
Den 31 mars häktades den misstänkte av Umeå tingsrätt. Rätten ansåg att han i tre av fyra anklagelsepunkter borde kvarhållas i häkte på sannolika skäl misstänkt för de brott åklagaren redovisade. På den fjärde punkten, grov våldtäkt, ansåg rätten att endast skälig misstanke förelåg. Grunden för häktningen är risken för att den misstänkte försöker undanröja bevis och recidivfara (risk för fortsatt brottslighet). Åklagaren skall ha lämnat in åtal senast den 13 april. Fram till dess kommer polisen att fortsätta utredningen med bevisinsamling, förhör och sammanställning av vad som talar för respektive emot den häktade.
Den misstänkte beskrivs som en normal man av grannar, vänner och bekanta. Denna yttre normalitet är helt förenlig med rättspsykiatriska erfarenheter av våldtäktsmän som exempelvis den s.k. balkongmannen och södermannen som härjade på 70- respektive 80-talen. Mannen begärde och beviljades Leif Silbersky som offentlig försvarare under den rättsliga processen.

### Erkännande av sex överfall och våldtäkter
Lördagen den 22 april hade den misstänkte och hans advokat kallat förhörsledare och åklagare till samtal. Vid detta erkände den häktade sex av de brott han misstänkts för, inkluderat de våldtäkter och misshandelsfall han är häktad för.

### Rättspsykiatrisk undersökning
Tingsrätten beslutade den 17 april 2006 att den häktade mannen skulle genomgå en stor rättspsykiatrisk undersökning, som beräknades pågå under minst fyra veckor. Mannen överfördes därför till rättspsykiatrisk klinik. Den samlade bedömningen av mannen är att han inte är så djupt och allvarligt störd att fängelseförbud bör gälla. Det innebär att han kan ådömas fängelse och avtjäna sin påföljd inom kriminalvården, eftersom hans psykiatriska tillstånd innebär att han i samband med brotten varit medveten om vad han gjort, hade kunnat avbryta sitt handlande men aktivt avstått från att göra det.

## Rättegång

### Häktning
Den misstänkte 33-åringen häktades vid Umeå tingsrätt. Hans offentlige försvarare advokat Leif Silbersky meddelade efteråt att 33-åringen ansåg sig skyldig till alla anklagelser som riktats mot honom utom de som yrkade på mordförsök.
Förflyttningen
Den 31 oktober 2006 framkom det att Lindgren flyttats från häktet i Umeå till häktet i Norrköping. Flytten skedde en vecka före datumen i fråga, och under absolut tystnad i media.

### Bevis
Teknisk bevisning:
- DNA
- Skoavtryck/skor (Hagamannen har relativt liten skostorlek.)
- Kniv eller knivar: Två av offren, ett tidigare offer och den 51-åriga kvinnan som i december 2005 misshandlades och våldtogs under Tegsbron ska ha skurits med knivar. Polisen säger sig ha finkammat brottsplatserna utan att hitta några knivar, och nu undersöker polisens tekniker de knivar som 33-åringen haft tillgång till för att avgöra om det finns spår av blod på dessa. Samma dag som 33-åringen greps fattades beslut om husrannsakan av åklagaren.[10]
- Troféer: Polisen misstänker även att Hagamannen tagit "troféer" från sina offer, såsom identitetshandlingar, handväskor, klädesplagg eller hår. Syftet kan vara att utöva makt mot offren genom att markera att han vet om deras identitet. För offren känns det väldigt obehagligt när gärningsmannen är okänd av dem och polisen, samtidigt som offren vet om att gärningsmannen vet vilka de är och var de bor mm. En del av trofésamlandet har sin grund i att gärningsmannen under en period i fantasin kan återvända till sina tidigare övergrepp och därigenom återuppleva en del av de för honom lustfyllda föreställningarna. Därför är det sannolikt att polisen söker igenom de utrymmen, som den misstänkte haft tillgång till, efter dessa föremål.[11]

Vittnesmål:
- Målsägarnas utsagor
- Vittnesutsagor och konfrontationer
- Indicier
- Den misstänktes egen utsaga om hans alibi

Sakkunnigutlåtanden:
- Läkare/rättsläkare, som kan uttala sig om offrens skador och deras ursprung.
- Kriminaltekniska expert(er), som bland annat kan uttala sig om styrkan i DNA-fynd och tekniska analyser.
- Rättspsykiatriker, som om rätten förordar om det, genomför en psykiatrisk undersökning av gärningsmannen för att bedöma hans mentala tillstånd och hans möjligheter att klara en fängelsepåföljd. Om hans mentala tillstånd är så djupgående och allvarligt stört, att det är eller kan jämställas med svår psykiatrisk sjukdom, får rätten (enl. Helsingforsdeklarationen) inte döma till fängelse. Den rättspsykiatriska undersökningen kan vara olika omfattande i olika fall. I vissa fall, då den misstänkte är svårt psykotisk till exempel, kan en misstänkt redan vid gripandet överföras av polis till psykiatrisk vård eller vid häktning av domstol till rättspsykiatrisk utredning och vård. Undersökning och diagnostik kan då genomföras på 1–2 veckor. Vid andra former av misstänkta djupgående personlighetsstörningar då personen är väl orienterad i tid och rum, inte har psykotiska eller andra psykiatriska symtom, kan undersökningen ta 6–8 veckor. Detta sakkunnigutlåtande används enbart för rättens bedömning i påföljdsfrågan om en person kan dömas till fängelse (kriminalvård) eller ska dömas till psykiatrisk vård inom den allmänna hälso- och sjukvården. Rätten kan då föranstalta om rättspsykiatrisk vård med särskild utskrivningsprövning, då domstol ska komplettera läkares bedömning av om en enskild kan eller inte kan skrivas ut från vården till frihet.

## Frigivning
28 juli 2015 släpptes Hagamannen efter att ha avtjänat nio år av sitt fängelsestraff. Den 22 augusti 2015 misshandlades Hagamannen utanför ett studenthem i Norrbotten med en golfklubba. I november samma år frikändes tre män som misstänktes för misshandeln efter att de tre åtalades.

## Mediebevakning
Mediebevakningen kring Hagamannen och gripandet av 33-åringen var stor.

### Publicering av namn och bild
Kvällstidningen Expressen valde att redan efter gripandet publicera namn och bild på den man som gripits och som sedermera blev häktad. En bild på gärningsmannen tillsammans med polisens fantombild trycktes på tidningens framsida samt på löpsedlarna. Publiceringen har kritiserats eftersom den kan försvåra utredningen och hade kunnat minska bevisvärdet om det hade saknats annan bevisning än en fotokonfrontation eller direkt utpekning av en misstänkt. Publiceringen har vållat obehag för gärningsmannen och han har anmält publicering både i Expressen och i TV3 till PO. Kriminalpolis Göran Markström, som lett sökandet efter Hagamannen sen 1998, säger i Tidningen Svensk Polis att publiceringen försvårar utredningen eftersom värdet av vittneskonfrontationer minskar.
Tidningens agerande försvaras av tidningens chefredaktör med att publiceringen kan få fler offer, som ännu inte anmält mannen att träda fram samt sannolikheten att DNA-matchningen är korrekt i detta fall är mycket hög (sannolikheten är ett fel per en miljon tester enligt Statens kriminaltekniska laboratorium som graderar matchningen på en niogradig skala från -4 till +4 och som anser att bevisningen mot den misstänkte i detta fall är +4).